# Veiligheidsregio
Een veiligheidsregio is in Nederland een gebied waarin wordt samengewerkt door verscheidene besturen en diensten bij de uitvoering van taken op het terrein van brandweerzorg, rampen- en crisisbeheersing, geneeskundige hulpverlening, openbare orde en veiligheid. De term veiligheidsregio betekent ook het desbetreffende openbaar lichaam.
Nederland kent 25 veiligheidsregio's. Een regio omvat de volledige grondgebieden van een aantal gemeenten. Het samenwerkingsverband wordt bestuurd door deze gemeenten. De samenwerking is gestoeld op de Wet veiligheidsregio's (Wvr) en de Wet gemeenschappelijke regelingen (Wgr): de eerste bepaalt dat de colleges van burgemeester en wethouders van de betreffende gemeenten een gemeenschappelijke regeling treffen, waarbij een openbaar lichaam wordt ingesteld met de aanduiding veiligheidsregio, maar wel met bepaalde afwijkingen van de Wgr.
De voorzitters van de 25 veiligheidsregio's vormen samen het Veiligheidsberaad.

## De veiligheidsregio's

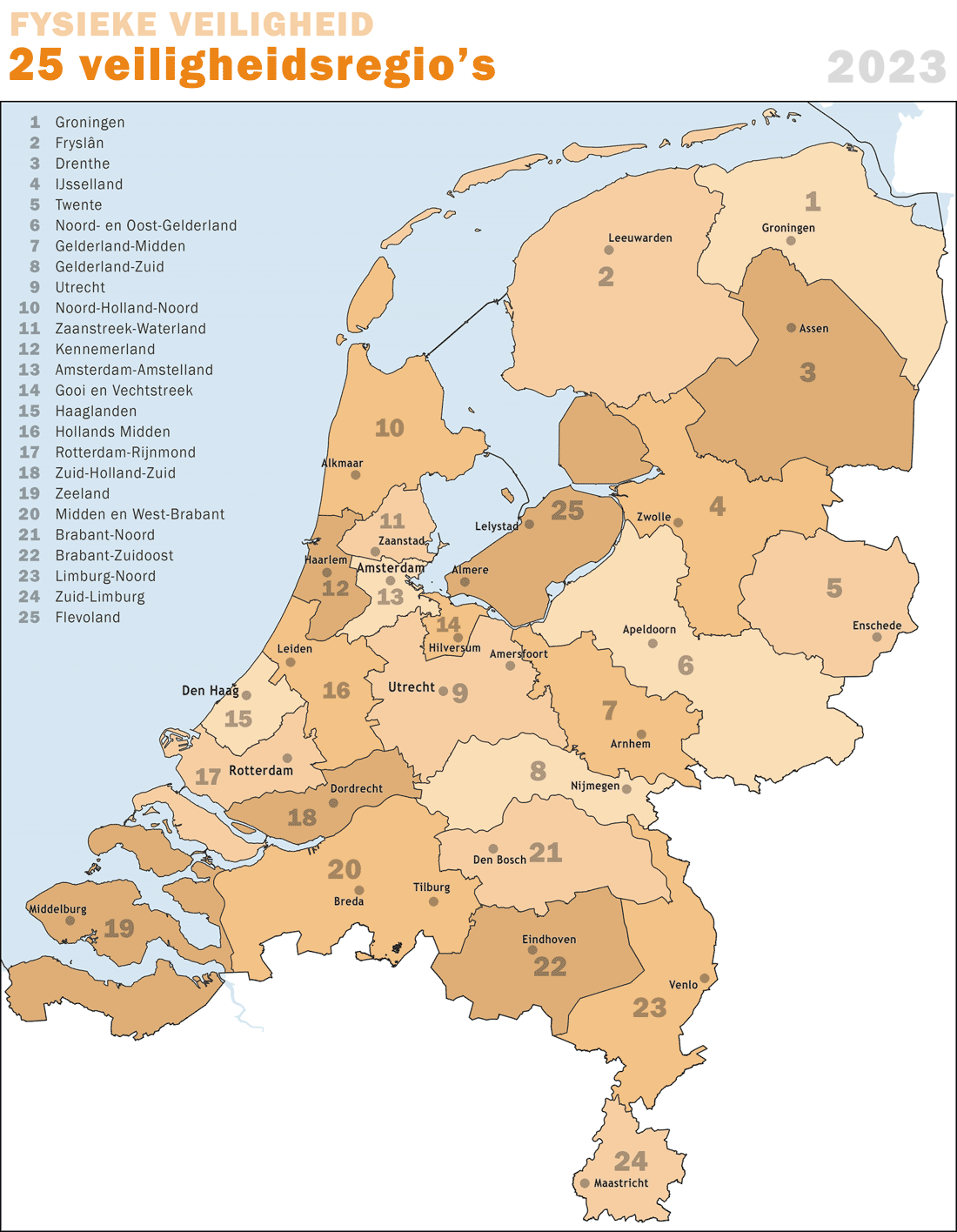
Veiligheidsregio's, grenzen per 2023

De veiligheidsregio's, in de volgorde van de nummering op de kaart, en ingedeeld naar provincie, zijn:
| veiligheidsregio          | vestigingsstad   | grootste gemeente | provincie     | inwonertal (1-1-2020) | oppervlakte (1-1-2020) | bevolkingsdichtheid (1-1-2020) |
| ------------------------- | ---------------- | ----------------- | ------------- | --------------------- | ---------------------- | ------------------------------ |
| Groningen                 | Groningen        | Groningen         | Groningen     | 585.866               | 2.323,94               | 252                            |
| Fryslân                   | Leeuwarden       | Leeuwarden        | Friesland     | 649.957               | 3.335,62               | 195                            |
| Drenthe                   | Assen            | Emmen             | Drenthe       | 493.682               | 2.632,65               | 188                            |
| IJsselland                | Zwolle           | Zwolle            | Overijssel    | 531.342               | 1.830,81               | 290                            |
| Twente                    | Enschede         | Enschede          | Overijssel    | 631.064               | 1.488,19               | 424                            |
| Noord- en Oost-Gelderland | Apeldoorn        | Apeldoorn         | Gelderland    | 827.731               | 2.765,39               | 299                            |
| Gelderland-Midden         | Arnhem           | Arnhem            | Gelderland    | 696.625               | 1.177,29               | 592                            |
| Gelderland-Zuid           | Nijmegen         | Nijmegen          | Gelderland    | 561.596               | 1.021,04               | 550                            |
| Utrecht                   | Utrecht          | Utrecht           | Utrecht       | 1.354.834             | 1.485,46               | 912                            |
| Noord-Holland-Noord       | Alkmaar          | Alkmaar           | Noord-Holland | 662.748               | 1.422,41               | 466                            |
| Zaanstreek-Waterland      | Zaandam          | Zaanstad          | Noord-Holland | 339.182               | 346,69                 | 978                            |
| Kennemerland              | Haarlem          | Haarlem           | Noord-Holland | 549.947               | 417,84                 | 1.316                          |
| Amsterdam-Amstelland      | Amsterdam        | Amsterdam         | Noord-Holland | 1.070.575             | 280,96                 | 3.810                          |
| Gooi en Vechtstreek       | Hilversum        | Hilversum         | Noord-Holland | 257.075               | 196,92                 | 1.305                          |
| Haaglanden                | Den Haag         | Den Haag          | Zuid-Holland  | 1.117.031             | 402,71                 | 2.774                          |
| Hollands Midden           | Leiden           | Leiden            | Zuid-Holland  | 808.860               | 806,78                 | 1.003                          |
| Rotterdam-Rijnmond        | Rotterdam        | Rotterdam         | Zuid-Holland  | 1.323.434             | 863,72                 | 1.532                          |
| Zuid-Holland Zuid         | Dordrecht        | Dordrecht         | Zuid-Holland  | 459.371               | 626,88                 | 733                            |
| Zeeland                   | Middelburg       | Terneuzen         | Zeeland       | 383.488               | 1.782,12               | 215                            |
| Midden- en West-Brabant   | Breda            | Tilburg           | Noord-Brabant | 1.119.087             | 2.114,35               | 529                            |
| Brabant-Noord             | 's-Hertogenbosch | 's-Hertogenbosch  | Noord-Brabant | 663.257               | 1.352,56               | 490                            |
| Brabant-Zuidoost          | Eindhoven        | Eindhoven         | Noord-Brabant | 780.611               | 1.438,55               | 543                            |
| Limburg-Noord             | Venlo            | Venlo             | Limburg       | 520.017               | 1.496,69               | 347                            |
| Zuid-Limburg              | Maastricht       | Maastricht        | Limburg       | 597.184               | 649,92                 | 919                            |
| Flevoland                 | Lelystad         | Almere            | Flevoland     | 423.021               | 1.411,63               | 300                            |

Het grondgebied van elke provincie, het werkgebied van elke regionale eenheid van de politie en elk rechterlijk arrondissement bestaat uit het volledige gezamenlijke werkgebied van een of meer veiligheidsregio's. De werkgebieden van de veiligheidsregio's vormen dus de bouwstenen waarmee het grondgebied van een provincie, het werkgebied van een regionale eenheid van de politie en een rechterlijk arrondissement eenvoudig te beschrijven is.

## Samenwerking
Binnen de veiligheidsregio wordt ten minste samengewerkt op de elementen:
- Bestuurlijke integratie: hieronder wordt verstaan een verplichte bestuurlijke samenwerking tussen het hulpverleningsbestuur (brandweer en GHOR) en het regionaal college van de politie om een gecoördineerde voorbereiding op gezamenlijk optreden in ramp- en crisissituaties te bevorderen;
- Gemeenschappelijke meldkamer: hierbij gaat het om een steeds verder gaande samenwerking tussen de meldkamers voor brandweer, politie en ambulancediensten;
- Vorming regionaal veiligheidsbureau: dit zal een bureau zijn dat is bedoeld om de ambtelijke ondersteuning van het bestuur en management van de veiligheidsregio te organiseren.

Bij de inrichting van de veiligheidsregio's zijn de besturen van brandweer en GHOR samengevoegd tot een zogenaamd hulpverleningsbestuur. Dit voornemen om de besturen van brandweer en GHOR te integreren, heeft het kabinet reeds opgenomen in 2002; de integratie is inmiddels in alle regio's voltooid. De burgemeester behoudt het gezag en de bestuurlijke verantwoordelijkheid over de inzet van de brandweer en de GHOR.
Het kabinet heeft wettelijk vastgesteld welke taken op regionaal niveau dienen te worden uitgevoerd. Het gaat hier onder meer om multidisciplinaire taken die gericht zijn op de rampenbeheersing. Naast de huidige taken zullen de volgende taken in ieder geval bij het regionale hulpverleningsbestuur worden ondergebracht:
- Het verplicht adviseren van de gemeentebesturen voor welke objecten een rampbestrijdingsplan vastgesteld moet worden en over de inhoud van de rampbestrijdingsplannen.
- Het verzorgen van de ambtelijke ondersteuning voor het gezag van de burgemeester in geval van een calamiteit.
- Het met de politie inrichten en in stand houden van de gemeenschappelijke meldkamer.

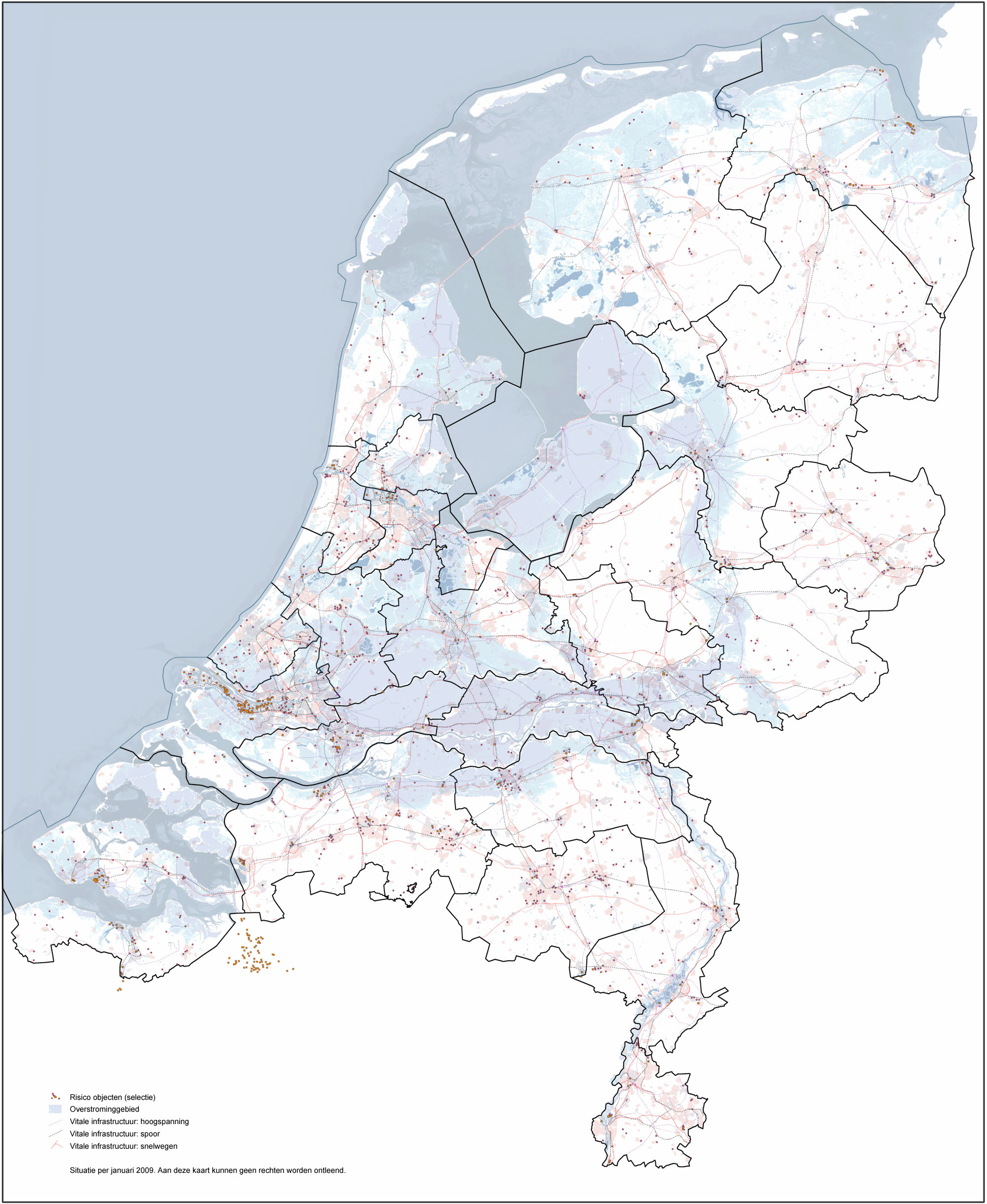
Risicolandkaart van de veiligheidsregio's, met risico-objecten, gemodelleerd overstromingsgebied, en vitale infrastructuur (spoor, snelweg, hoogspanning).

Voor de vorming van de veiligheidsregio's was voor een deel nog sprake van aparte meldkamers voor politie, brandweer en ambulancediensten, elk onder de verantwoordelijkheid van de (verschillende) regionale besturen. Bij de vorming van een veiligheidsregio behoort de oprichting van gemeenschappelijke meldkamer met een Geïntegreerd Meldkamersysteem en C2000 (digitaal landelijk mobiel netwerk voor hulpverleningsdiensten).
Om als veiligheidsregio te voldoen aan de gestelde eisen over de verplichte samenwerking tussen het hulpverleningsbestuur en de politie zijn er verschillende mogelijkheden en de keuze is aan de regio. De regio’s kunnen bijvoorbeeld een bestuurscommissie veiligheid instellen waarin vertegenwoordigers van politie en het hulpverleningsbestuur gezamenlijk komen tot besluitvorming over de rampenbeheersing, maar dit hoeft niet.
De ontwikkeling van de feitelijke realisatie van de veiligheidsregio's kent in de praktijk verschillende snelheden. Veel managementaandacht gaat momenteel zitten in het inrichten van de organisaties, de ontvlechting uit de gemeenteprocessen, en de regionalisering van de brandweerkorpsen in de regio.

### Samenvallen met voormalige politieregio's
Toen er nog 25 politieregio's waren is toegewerkt naar het territoriaal hiermee samenvallen van de veiligheidsregio's. De regionale eenheden van de politie hebben als werkgebied steeds het totale werkgebied van een of meer volledige veiligheidsregio's (zie ook boven).
De politie is qua organisatie geen onderdeel van de veiligheidsregio: onder meer de verschillen in financieringsvormen zijn daarvoor nog te groot. Zo wordt de veiligheidsregio gefinancierd op basis van verlengd lokaal bestuur, en wordt de politie functioneel gefinancierd vanuit het Rijk. De politie is formeel geen onderdeel van de veiligheidsregio, maar zit wel aan tafel bij het veiligheidsberaad.
De veiligheidsregio's vallen inmiddels bijna overal samen met de 25 GGD-regio's; de enige uitzondering is Tilburg en omgeving.